# Operación binaria
Se define como operación binaria (o ley de composición) aquella operación matemática, que necesita el operador y dos operandos (argumentos) para que se calcule un valor.
Dados tres conjuntos A, B y C, una operación binaria producto, representando la operación por el signo {\displaystyle \circ }, es una aplicación que asigna a cada par de valores a de A y b de B un solo valor c de C, que podemos representar:
{\displaystyle {\begin{array}{rccl}\circ :&A\times B&\longrightarrow &C\\&(a,b)&\longmapsto &c\end{array}}}
Podemos expresar la operación:
{\displaystyle a\circ b=c\;,\quad \circ (a,b)=c\;,\quad (a,b){\xrightarrow {\circ }}c}
Por ejemplo, el operador de suma «+» de números naturales es un operador binario, porque requiere dos argumentos:
{\displaystyle {\begin{array}{rccl}+:&N\times N&\longrightarrow &N\\&(a,b)&\longmapsto &c=a+b\end{array}}}
y tenemos que:
{\displaystyle 2+3=5\;,\quad +(2,3)=5\;,\quad (2,3){\xrightarrow {+}}5}
El número de argumentos de una función se denomina aridad.

## Clase de operación binaria
Según los conjuntos A, B y C podemos diferenciar dos tipos de operaciones, las internas en las que A = B = C, y las externas que son todas las demás, se denomina Ley de composición a un subtipo de operación binaria.

### Operación interna
Si a cada par de valores (a, b) de {\displaystyle A} la operación le corresponde un valor c de A:
{\displaystyle {\begin{array}{rccl}\circledast :&A\times A&\longrightarrow &A\\&(a,b)&\longmapsto &c=a\circledast b\end{array}}}
se dice que esta operación es interna, también se llama ley de composición interna, así por ejemplo dado el conjunto  de vectores de tres dimensiones {\displaystyle V^{3}} y la adición  de vectores, se tiene:
{\displaystyle {\begin{array}{rccl}+:&V^{3}\times V^{3}&\longrightarrow &V^{3}\\&(\mathbf {a} ,\mathbf {b} )&\longmapsto &\mathbf {c} =\mathbf {a} +\mathbf {b} \end{array}}}
que la suma de dos vectores de {\displaystyle V^{3}} es otro vector de {\displaystyle V^{3}}, por ejemplo, dados los vectores:
{\displaystyle \mathbf {a} =a_{x}\mathbf {i} +a_{y}\mathbf {j} +a_{z}\mathbf {k} }
{\displaystyle \mathbf {b} =b_{x}\mathbf {i} +b_{y}\mathbf {j} +b_{z}\mathbf {k} }
su suma es:
{\displaystyle \mathbf {c} =\mathbf {a} +\mathbf {b} }
{\displaystyle \mathbf {c} =(a_{x}\mathbf {i} +a_{y}\mathbf {j} +a_{z}\mathbf {k} )+(b_{x}\mathbf {i} +b_{y}\mathbf {j} +b_{z}\mathbf {k} )}
{\displaystyle \mathbf {c} =(a_{x}+b_{x})\mathbf {i} +(a_{y}+b_{y})\mathbf {j} +(a_{z}+b_{z})\mathbf {k} }
{\displaystyle \mathbf {c} =c_{x}\mathbf {i} +c_{y}\mathbf {j} +c_{z}\mathbf {k} }

### Operación externa
Si la operación no es interna entonces es externa, pudiéndose presentar los siguientes casos:
- Si a cada par de valores a de A y b de B, se le asigna un valor c de A,

{\displaystyle {\begin{array}{rccl}\star :&A\times B&\longrightarrow &A\\&(a,b)&\longmapsto &c=a\star b\end{array}}}
a esta operación también se denomina ley de composición externa, un ejemplo claro, de esta operación, es el producto de un vector por un escalar:
{\displaystyle {\begin{array}{rccl}\cdot :&V^{3}\times R&\longrightarrow &V^{3}\\&(\mathbf {a} ,b)&\longmapsto &\mathbf {c} =\mathbf {a} \cdot b\end{array}}}
así, dado el vector:
{\displaystyle \mathbf {a} =a_{x}\mathbf {i} +a_{y}\mathbf {j} +a_{z}\mathbf {k} }
el resultado de multiplicarlo por un escalar b, será:
{\displaystyle \mathbf {c} =\mathbf {a} \cdot b\;,\quad \mathbf {c} =(a_{x}\mathbf {i} +a_{y}\mathbf {j} +a_{z}\mathbf {k} )\cdot b\;,\quad \mathbf {c} =(a_{x}\cdot b)\mathbf {i} +(a_{y}\cdot b)\mathbf {j} +(a_{z}\cdot b)\mathbf {k} }
- Si la operación es de la forma:

{\displaystyle {\begin{array}{rccl}\star :&A\times A&\longrightarrow &B\\&(a,b)&\longmapsto &c=a\star b\end{array}}}
en la que a cada par de valores a, b de A se le asigna un c de B, esta operación no se denomina ley de composición, como ejemplo podemos poner el producto escalar de dos vectores, que da como resultado un número real:
{\displaystyle {\begin{array}{rccl}\circ :&V^{3}\times V^{3}&\longrightarrow &R\\&(\mathbf {a} ,\mathbf {b} )&\longmapsto &c=\mathbf {a} \circ \mathbf {b} \end{array}}}
así dados los vectores:
{\displaystyle \mathbf {a} =a_{x}\mathbf {i} +a_{y}\mathbf {j} +a_{z}\mathbf {k} }
{\displaystyle \mathbf {b} =b_{x}\mathbf {i} +b_{y}\mathbf {j} +b_{z}\mathbf {k} }
su producto escalar será:
{\displaystyle \mathbf {c} =\mathbf {a} \circ \mathbf {b} \;,\quad \mathbf {c} =(a_{x}\mathbf {i} +a_{y}\mathbf {j} +a_{z}\mathbf {k} )\circ (b_{x}\mathbf {i} +b_{y}\mathbf {j} +b_{z}\mathbf {k} )\;,\quad \mathbf {c} =a_{x}\cdot b_{x}+a_{y}\cdot b_{y}+a_{z}\cdot b_{z}}
- Si la operación asigna a cada par de valores a de A y b de B un c de C, siendo A, B y C conjuntos distintos:

{\displaystyle {\begin{array}{rccl}\star :&A\times B&\longrightarrow &C\\&(a,b)&\longmapsto &c=a\star b\end{array}}}
es el caso más general, y tampoco se denomina ley de composición, podemos ver el ejemplo de la división de un número entero entre un número natural para dar como resultado un número racional
{\displaystyle {\begin{array}{rccl}/:&Z\times N&\longrightarrow &Q\\&(a,b)&\longmapsto &c=a/b\end{array}}}